# Ludvík Baran
Ludvík Baran (23. srpna 1920 Frýdlant nad Ostravicí – 13. března 2011 Praha) byl český etnograf, fotograf, kameraman, režisér a pedagog.

## Život
Absolvoval reálné gymnázium a učitelský ústav v Ostravě (1934–1939) a Akademické gymnázium v Praze (1946). Studoval dějiny umění, etnografii a antropologii na Univerzitě Karlově a obhájil zde rigorózní práci roku 1949. Roku 1951 získal diplom kameramana na katedře kamery FAMU.
V letech 1946–1951 pracoval ve Státním fotoměřickém ústavu v Praze, od roku 1950 jako asistent na FAMU, později odborný asistent, vedoucí kabinetu audiovizuálních prostředků, docent (1966–1977) a profesor (1978–1985). V letech 1968–1978 působil jako profesor na Kunstgewerbschule v Curychu, v roce 1977 ve Finsku. Od roku 1961 pracoval jako kameraman Československé televize. Věnoval se etnografickému filmu a fotografii. Je autorem textů k výstavám fotografů (Miroslav Hák, Jiří Všetečka, Rudolf Němeček, Ladislav Sitenský, Karel Plicka, ad.) a malířů (Antonín Strnadel).
Za celoživotní dílo obdržel roku 1987 Cenu mezinárodního sdružení fotografů AFIAP, v roce 1983 Zlatou medaili AMU a roku 1987 ocenění Interkamera. Řadu prací napsal se svou manželkou, etnografkou a výtvarnou teoretičkou Jitkou Staňkovou. Spolupracoval s Karlem Plickou.

## Filmografie
- 1965 Kluk a kometa